# Jasmin (magazine)
Pour les articles homonymes, voir Jasmin (homonymie).
Jasmin était un magazine féminin hebdomadaire français lancé le 23 octobre 2006 par Axel Ganz et le groupe allemand Gruner + Jahr (Bertelsmann). C'est le premier hebdomadaire féminin créé en France depuis vingt ans, son prix de vente en métropole en kiosque est de 2 €.
Ancien PDG de Prisma Presse, Axel Ganz détient 25 % du capital du magazine. Gruner & Jahr en contrôle les 75 % restants. En choisissant le jasmin comme titre et symbole de son nouveau magazine, Axel Ganz dit avoir voulu rompre avec la tendance des prénoms féminins donnés aux magazines féminins (Marie Claire, Isa...). « C'est un magazine pour les femmes qui n'ont pas encore trouvé leur hebdo », explique l'homme de presse allemand. Le lancement du titre représente un investissement de 15 à 20 millions d'euros. Fin novembre 2006, malgré des moyens financiers importants, le nouveau titre n'a pas atteint les résultats escomptés en termes de ventes.
Fin juillet 2007, Jasmin suspend sa parution, faute d'un lectorat suffisant.

## Rédaction
La rédactrice en chef de Jasmin est Bénédicte Épinay, également rédactrice en chef de Série limitée, supplément art de vivre du quotidien économique Les Échos. Christine Lambert et Elisabeth Lazaroo sont rédactrices en chef adjointes, l'une pour la partie actualités et l'autre pour les pages magazine style de vie. La rédaction est composée de 58 salariés dont 46 journalistes.

## Ligne éditoriale
Le magazine cible un lectorat féminin âgé de 25 à 40 ans appartenant à la catégorie socio-professionnelle supérieure (CSP+). La maquette se veut élégante et le contenu généraliste. « C'est un généraliste sélectif et contemporain, explique Axel Ganz (...) Il est intelligent et divertissant, il est élégant et accessible. » Pour le magazine Stratégies, Jasmin se situe à mi-chemin entre Elle et Femme actuelle (Prisma Presse).

## Contenu rédactionnel
Le magazine alterne reportages, enquêtes et articles courts concernant la politique, le people, la culture, la mode, la beauté, la psychologie, le sexe et les loisirs (voyages, décoration, cuisine, jeux). Le premier numéro contenait ainsi une « enquête » sur le couple Ségolène Royal-François Hollande et une interview de Ludivine Sagnier.

## Diffusion
Jasmin visait un objectif de 300 000 exemplaires vendus avec une mise en kiosque de 450 000 exemplaires. Axel Ganz disait avoir assuré les annonceurs d'une diffusion minimum de 250 000 exemplaires vendus. Après avoir atteint les 230 000 exemplaires vendus la première semaine, le magazine voit sa diffusion baisser à 180 000 exemplaires le lundi suivant, puis à 143 000 la troisième semaine. Le Figaro affirme que la quatrième semaine, la diffusion serait tombée à environ 100 000 exemplaires, un chiffre démenti par la rédaction de Jasmin. C'est néanmoins un échec pour Axel Ganz qui doit rembourser les annonceurs qui avaient acheté des espaces publicitaires, les ventes n'ayant pas atteint les 250 000 exemplaires promis.
Jasmin arrête sa parution le 12 août 2007, après 42 numéros,.

### Sources
- « Ganz dévoile le féminin Jasmin », article de Marie-Laetitia Bonavita paru dans Le Figaro le 21 octobre 2006.
- « L’hebdomadaire Jasmin, le dernier-né d’Axel Ganz, paraît aujourd’hui », article paru sur le site Internet de Stratégies le 23 octobre 2006.
- « La difficile croissance du nouveau-né de Ganz », article de Léna Lutaud paru dans Le Figaro le 24 novembre 2006